# VHS (album)
VHS è il primo album in studio del gruppo musicale statunitense X Ambassadors, pubblicato il 30 giugno 2015 dalla KIDinaKORNER.

## Tracce

### Edizione del 2015
1. Y2K Time Capsule (Interlude) – 0:31
2. Renegades – 3:15
3. Moving Day (Interlude) – 0:19
4. Unsteady – 3:13
5. Hang On – 3:00
6. Gorgeous – 3:17
7. First Show (Interlude) – 0:11
8. Fear (ft. Imagine Dragons) – 2:41
9. Smoke (Interlude) – 0:24
10. Nervous – 3:33
11. Low Life (ft. Jamie N Commons) – 4:40
12. Adam & Noah's Priorities (Interlude) – 0:27
13. B.I.G. – 3:29
14. Feather – 3:17
15. Superpower – 3:12
16. Loveless – 3:19
17. Jungle (ft. Jamie N Commons) – 3:09
18. Good News on the Remix (Interlude) – 0:51
19. Naked – 3:21
20. VHS Outro (Interlude) – 1:25

### Riedizione del 2016
1. Renegades – 3:15
2. Unsteady – 3:13
3. Hang On – 3:00
4. Gorgeous – 3:17
5. Fear (feat. Imagine Dragons) – 2:41
6. Nervous – 3:33
7. Low Life (feat. Jamie N Commons) – 4:40
8. B.I.G. – 3:29
9. Feather – 3:17
10. Superpower – 3:12
11. Loveless – 3:19
12. Jungle (feat. Jamie N Commons) – 3:09
13. Naked – 3:21
14. Low Life 2.0 (feat. Jamie N Commons & A$AP Ferg) – 3:26
15. Kerosene Dreams – 3:53
16. Collider – 3:18
17. Gorgeous (Live - Upstate Sessions) – 3:44
18. Eye of the Storm – 3:46

## Formazione
Gruppo
- Sam Harris – voce, chitarra acustica (traccia 2), sassofono (traccia 8)
- Noah Feldshuh – chitarra, cori, basso (traccia 5)
- Casey Harris – sintetizzatore, cori, pianoforte (traccia 4)
- Adam Levin – batteria, percussioni

Altri musicisti
- Dan Reynolds – voce aggiuntiva (traccia 8)
- Daniel Platzman - percussioni aggiuntiva (traccia 8)
- Ben McKee – basso (traccia 8)
- Jamie N Commons – chitarra e voce aggiuntive (tracce 11 e 17)